# Lijst van voetbalinterlands Bermuda - Jamaica
Deze lijst van voetbalinterlands is een overzicht van alle officiële voetbalwedstrijden tussen de nationale teams van Bermuda en Jamaica. De landen speelden tot op heden zes keer tegen elkaar. De eerste ontmoeting, een vriendschappelijke wedstrijd, werd gespeeld in Devonshire op 12 september 1991. Het laatste duel, eveneens een vriendschappelijke wedstrijd, vond plaats op 12 maart 2020 in Montego Bay.

## Wedstrijden
| № | Plaats      | Datum             | Competitie                      | Wedstrijd         | Uitslag |
| - | ----------- | ----------------- | ------------------------------- | ----------------- | ------- |
| 1 | Devonshire  | 12 september 1991 | Vriendschappelijk               | Bermuda – Jamaica | 1 – 1   |
| 2 | Hamilton    | 25 oktober 1992   | WK 1994 kwalificatie            | Bermuda − Jamaica | 1 − 1   |
| 3 | Kingston    | 8 november 1992   | WK 1994 kwalificatie            | Jamaica − Bermuda | 3 − 2   |
| 4 | Kingston    | 21 februari 1997  | Caribbean Cup 1997 kwalificatie | Jamaica − Bermuda | 1 − 0   |
| 5 | Kingston    | 23 februari 1997  | Caribbean Cup 1997 kwalificatie | Bermuda − Jamaica | 2 − 3   |
| 6 | Montego Bay | 11 maart 2020     | Vriendschappelijk               | Jamaica − Bermuda | 2 − 0   |
| 7 | Hamilton    | 5 september 2025  | WK 2026 kwalificatie            | Bermuda – Jamaica |         |
| 8 | Kingston    | 14 oktober 2025   | WK 2026 kwalificatie            | Jamaica − Bermuda |         |

## Samenvatting
| Competitie                 | Totaal gespeeld | Winst Bermuda | Gelijk | Winst Jamaica | Doelsaldo Bermuda – Jamaica |
| -------------------------- | --------------- | ------------- | ------ | ------------- | --------------------------- |
| WK-kwalificatie            | 2               | 0             | 1      | 1             | 3 − 4                       |
| Caribbean Cup-kwalificatie | 2               | 0             | 0      | 2             | 2 − 4                       |
| Vriendschappelijk          | 2               | 0             | 1      | 1             | 1 − 3                       |
| Totaal                     | 6               | 0             | 2      | 4             | 6 − 11                      |

Wedstrijden bepaald door strafschoppen worden, in lijn met de FIFA, als een gelijkspel gerekend.